# Мірамігуа (Міссурі)
Мірамігуа (англ. Miramiguoa Park) — селище (англ. village) в США, в окрузі Франклін штату Міссурі. Населення — 126 осіб (2020).

## Географія
Мірамігуа розташована за координатами 38°14′20″ пн. ш. 91°4′7″ зх. д. / 38.23889° пн. ш. 91.06861° зх. д. (38.238969, -91.068683).  За даними Бюро перепису населення США в 2010 році селище мало площу 1,00 км², уся площа — суходіл.

## Демографія
Згідно з переписом 2010 року, у селищі мешкало 120 осіб у 50 домогосподарствах у складі 32 родин. Густота населення становила 120 осіб/км².  Було 68 помешкань (68/км²).
Расовий склад населення:
| - 98,3 % — білих |

До двох чи більше рас належало 0,8 %. Частка іспаномовних становила 1,7 % від усіх жителів.
За віковим діапазоном населення розподілялося таким чином: 21,7 % — особи молодші 18 років, 64,1 % — особи у віці 18—64 років, 14,2 % — особи у віці 65 років та старші. Медіана віку мешканця становила 45,0 року. На 100 осіб жіночої статі у селищі припадало 84,6 чоловіків;  на 100 жінок у віці від 18 років та старших — 80,8 чоловіків також старших 18 років.
Середній дохід на одне домашнє господарство  становив 54 165 доларів США (медіана — 36 667), а середній дохід на одну сім'ю — 61 857 доларів (медіана — 42 500). За межею бідності перебувало 14,3 % осіб, у тому числі 13,2 % дітей у віці до 18 років та 33,3 % осіб у віці 65 років та старших.
Цивільне працевлаштоване населення становило 52 особи. Основні галузі зайнятості: роздрібна торгівля — 23,1 %, освіта, охорона здоров'я та соціальна допомога — 21,2 %, виробництво — 13,5 %, публічна адміністрація — 11,5 %.